# Vedungsfjällen
Vedungsfjällen är ett naturreservat i Älvdalens kommun i Dalarnas län.
Området är naturskyddat sedan 1995 och är 19 400 hektar stort. Reservatet omfattar lågfjäll med mjukt rundade toppar och består av ett myrområde, vattendrag (Yxningån) med vattenfall och gammal granskog.